# محافظة كاستيلو برانكو
محافظة كاستيلو برانكو هي إحدى محافظات البرتغال. يبلغ عدد سكانها 225 916 نسمة وذلك حسب إحصائيات سنة 2011. وتحتوي على 11 بلدية.